# Shenzhou 18
Shenzhou 18 foi um voo espacial chinês com destino à Estação Espacial Tiangong. Seu lançamento ocorreu no dia 25 de abril de 2024. A missão de seus tripulantes envolveu a realização de atividades extraveiculares e evacuação de eclusas de ar de carga; continuar a realizar experimentos científicos, além de realizar atividades importantes, como trabalho de gerenciamento de plataforma; trabalho relacionado ao apoio de astronautas e educação científica.

## Precedentes
- Em 2022, Shenzhou 18 e Shenzhou 17 realizaram sua montagem paralelamente[3] e conduziram a montagem final e últimos testes no final de 2022.[4]
- Entre 31 de agosto de 2023 e 30 de setembro de 2023, o Escritório de Engenharia Espacial Tripulada da China publicou uma solicitação de planos do design do logotipo para a Shenzhou 18.[2]
- No dia 26 de outubro de 2023, o foguete Longa Marcha 2F Yao Shiqi (Shenzhou 17) foi lançado. O foguete Longa Marcha 2F Yao Shiba (Shenzhou 18) completou seus preparativos e ficou em prontidão para a eventualidade de uma missão de resgate; a Shenzhou 18 completou seus preparativos e consegue ser rapidamente lançada.
- No 29 de fevereiro de 2024, a tripulação da Shenzhou 18 foi selecionada e o treinamento da missão estava em andamento.[5][6]
- A tripulação foi anunciada ao público no dia 24 de abril de 2024.[7]

## Tripulantes
| Posição    | Taikonauta |
| ---------- | ---------- |
| Comandante | Ye Guangfu |
| Operador   | Li Cong    |
| Operador   | Li Guangsu |

O lançamento ocorreu no dia 25 de abril de 2024.